# Teungoh Drien Gogo
Teungoh Drien Gogo is een bestuurslaag in het regentschap Pidie van de provincie Atjeh, Indonesië. Teungoh Drien Gogo telt 537 inwoners (volkstelling 2010).